# 카르니 지 소우
카르니 지 소우(브라질 포르투갈어: carne de sol)는 브라질의 염장고기이다. 쇠고기를 소금에 염지해 만들며, 짙은 색을 띤다. 카르니 세카와 달리 마른 고기가 아니며, 햇볕에 바싹 말려 만들지 않는다. 수분을 70% 정도, 염분을 5~6% 정도 함유한다. 실온에서 4일까지 보관할 수 있다.

## 이름
브라질 포르투갈어 "카르니 지 소우(carne de sol)"는 "고기"를 뜻하는 명사 "카르니(carne)", "~의"라는 뜻의 전치사 "지(de)", "해"를 뜻하는 명사 "소우(carne de sol)"로 이루어져 있으며, "해의 고기"라는 뜻이다.

## 만들기
부드러운 부위의 쇠고기에 칼집을 내고, 겉면과 칼집 사이 사이에 소금을 바른다. 접시에 담고, 뚜껑을 덮어 햇볕 아래에 이틀 정도 둔다. 삼투압으로 물기가 나오기 때문에, 때때로 물기를 따라내 제거하며 말린다.

## 같이 보기
- 카르니 세카